# Illyrie
 (septembre 2022).
Si vous disposez d'ouvrages ou d'articles de référence ou si vous connaissez des sites web de qualité traitant du thème abordé ici, merci de compléter l'article en donnant les références utiles à sa vérifiabilité et en les liant à la section « Notes et références ».

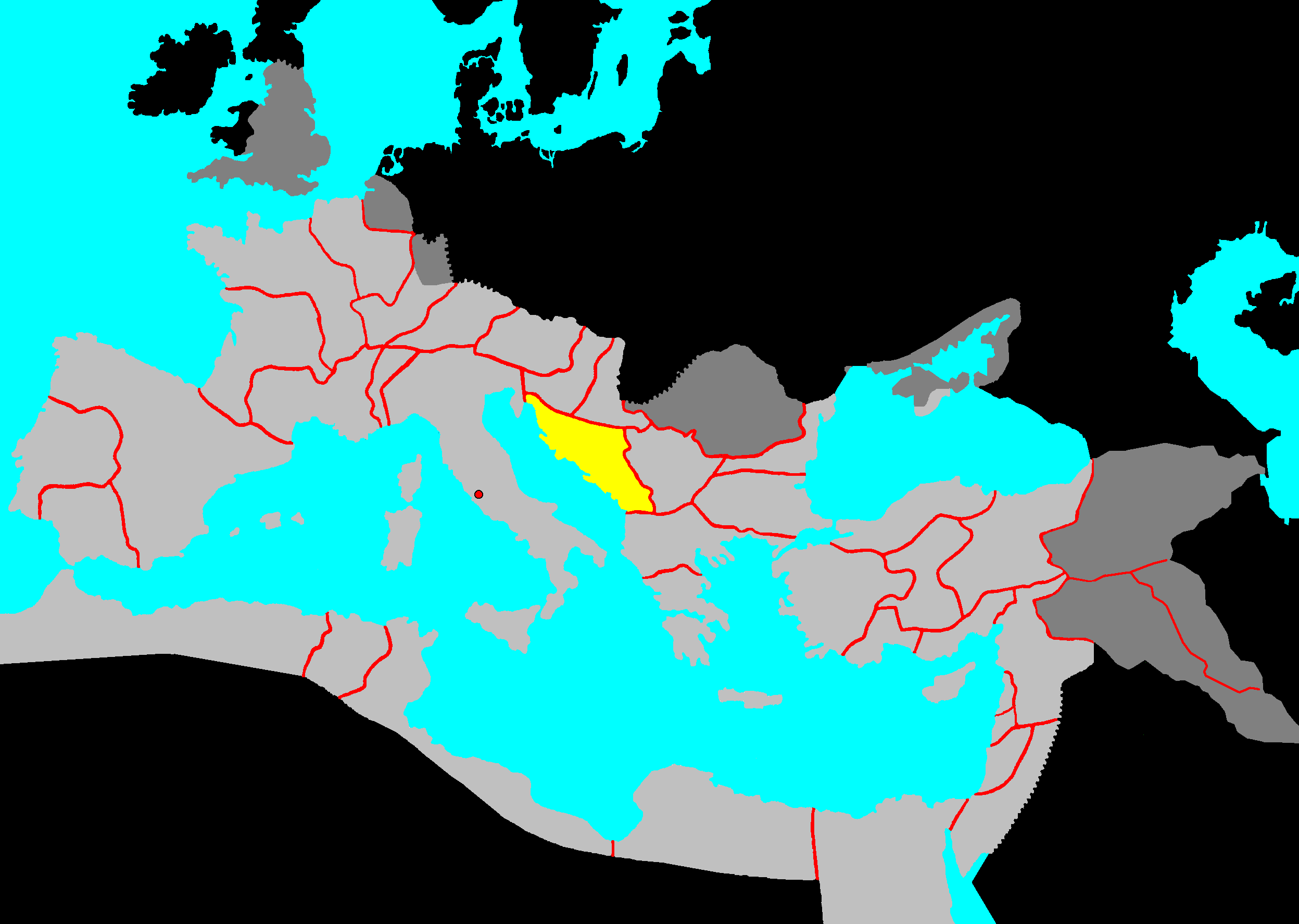
La province romaine d'Illyrie (en jaune).

Le mot Illyrie peut désigner, en français :
- le pays habité dans l'Antiquité par les Illyriens ;
- plus spécifiquement, un royaume fondé à Shkodër / Skadar / Скадар au nord de l'Albanie actuelle, en -385, par le roi illyrien Bardylis (-385/-358) ;
- la province romaine d'Illyrie créée à l'issue des guerres d'Illyrie ;
- dans le cadre de l'Empire romain, la préfecture prétorienne d'Illyrie (Praefectura praetoriana Illyricum), qui subsiste dans l'Empire romain d'Orient après la division de l'Empire romain en 395 (ὑπαρχία τῶν πραιτωρίων, Ἐπαρχότης Ἰλλυρικοῦ) ;
- les Provinces illyriennes de l'Empire français (1808-1814).

Située sur les côtes de la rive orientale de l'Adriatique, l'Illyrie correspond à peu près à ce qui est actuellement la Slovénie et la Croatie méridionales, la Bosnie-Herzégovine, le Monténégro, la partie sud de la Serbie et l'Albanie.

## Histoire
Aux VIIe et VIe siècles av. J.-C., l'Illyrie subit une relative hellénisation littorale du fait de ses relations avec les Grecs, qui y ont fondé des comptoirs : Apollonia, Épidamne-Dyrrhachion (la « Dyrrhachium » des Romains), Lezhë, Orikos et sur la côte dalmate : Apsoris, Issa, Corcyre, Melaina, Pharos. Au IVe siècle av. J.-C., on assiste à la formation de plusieurs royaumes illyriens. L'Illyrie n'a pas constitué une unité territoriale avant la conquête romaine, mais un royaume d'Illyrie est fondé en -385, par le roi Bardylis (-385/-358) qui prend pour capitale Scutari, aujourd'hui au nord de l'Albanie. Il se lance dans une politique d'expansion et envahit la haute Macédoine, imposant le versement d'un tribut à son roi Amyntas III (-393/-370/369). En -385, il défait les rois Molosses d'Épire avec l'aide de Denys de Syracuse. En -360, le roi de Macédoine Perdiccas III (-365/-359) est battu et tué avec 4 000 de ses hommes. Mais les années suivantes, Bardylis doit affronter le nouveau roi de Macédoine Philippe II (-359/-336) et il est tué au combat. Ce royaume illyrien est définitivement conquis en -355 par Philippe II et intégré à son empire.
La fille de Bardylis, Bircenna, sera une des épouses du roi d'Épire Pyrrhus Ier (-307/-272). De ses successeurs, Gravos (-358/-344) et Pleuratos, on ne sait presque rien. Ce dernier se retrouve face au roi de Macédoine Alexandre le Grand (-336/-323), qui s'empare en -335 de la ville illyrienne de Pélion. Après Cleithos, un compagnon d'Alexandre, le titre royal passe à Glaucias (-317/-303), roi des Taulantins, qui règne sur une communauté située plus à l'ouest, dans l'arrière-pays de Dyrrachion (ou Durrës, deuxième plus grande ville d'Albanie). À la fin du IIIe siècle av. J.-C., la royauté revient à la dynastie des Ardiéens, qui garde pour capitale Scutari au nord de l'Albanie et dont le territoire s'étend sur le Monténégro actuel, la Croatie méridionale et au sud de la Neretva.
En −229, Rome s'aventura pour la première fois à l'est de l'Adriatique. Elle déclara la guerre au royaume d'Illyrie après un incident diplomatique avec la reine Teuta, accusée par Rome d'abriter contre tribut les pirates de Dalmatie pillant les marchands romains.
La République romaine commence alors la conquête de cette région par la prise de Dyrrachium en 229 av. J.-C. et intègre la partie côtière de l'Albanie actuelle. La région est ensuite un théâtre de la confrontation entre Jules César et Pompée, notamment dans les villes de Dyrrachium, d'Apollonie et d'Oricum.
Après l'extension de la conquête romaine jusqu'au Danube sous Auguste, la province romaine d'Illyrie est créée en 9 av. J.-C. En 10, cette province fut divisée entre la Pannonie et la Dalmatie. Au VIe siècle, après la fin de la préfecture du prétoire d'Illyrie (Praefectura praetoriana Illyricum ou ὑπαρχία τῶν πραιτωρίων, Ἐπαρχότης Ἰλλυρικοῦ) et à la suite de l'installation des Slaves dans les Balkans, la région fut pour longtemps partagée entre le royaume de Croatie, la république de Venise (Stato da Màr) et l'Empire ottoman, et le terme Illyrie tomba en désuétude jusqu'à l'extension dans cette région de l'Empire napoléonien qui y établit ses « Provinces illyriennes » de 1808 à 1814.

Le royaume des Dardaniens.
Illyrie et Dioclée.
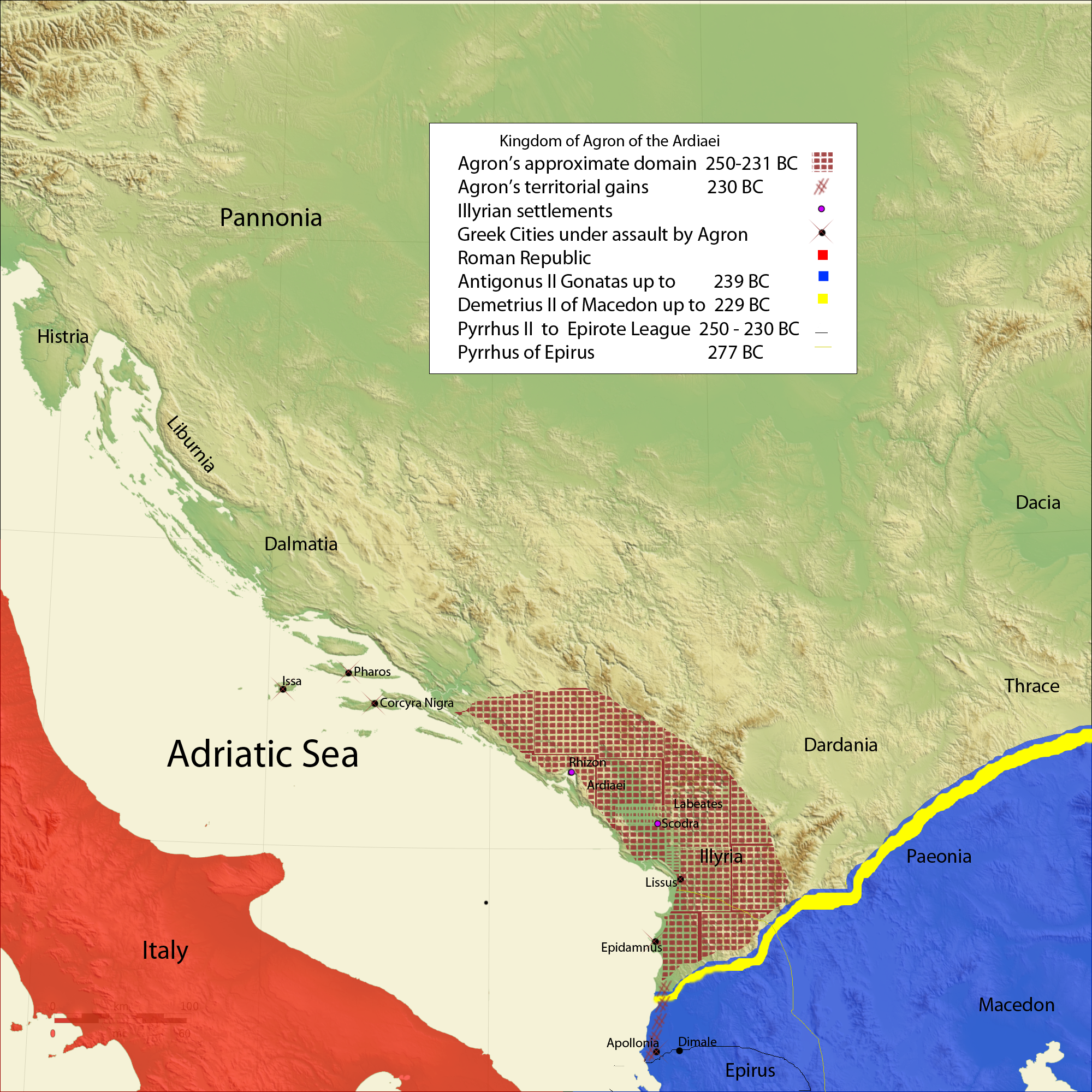
Royaume d'Agron des Ardiens.
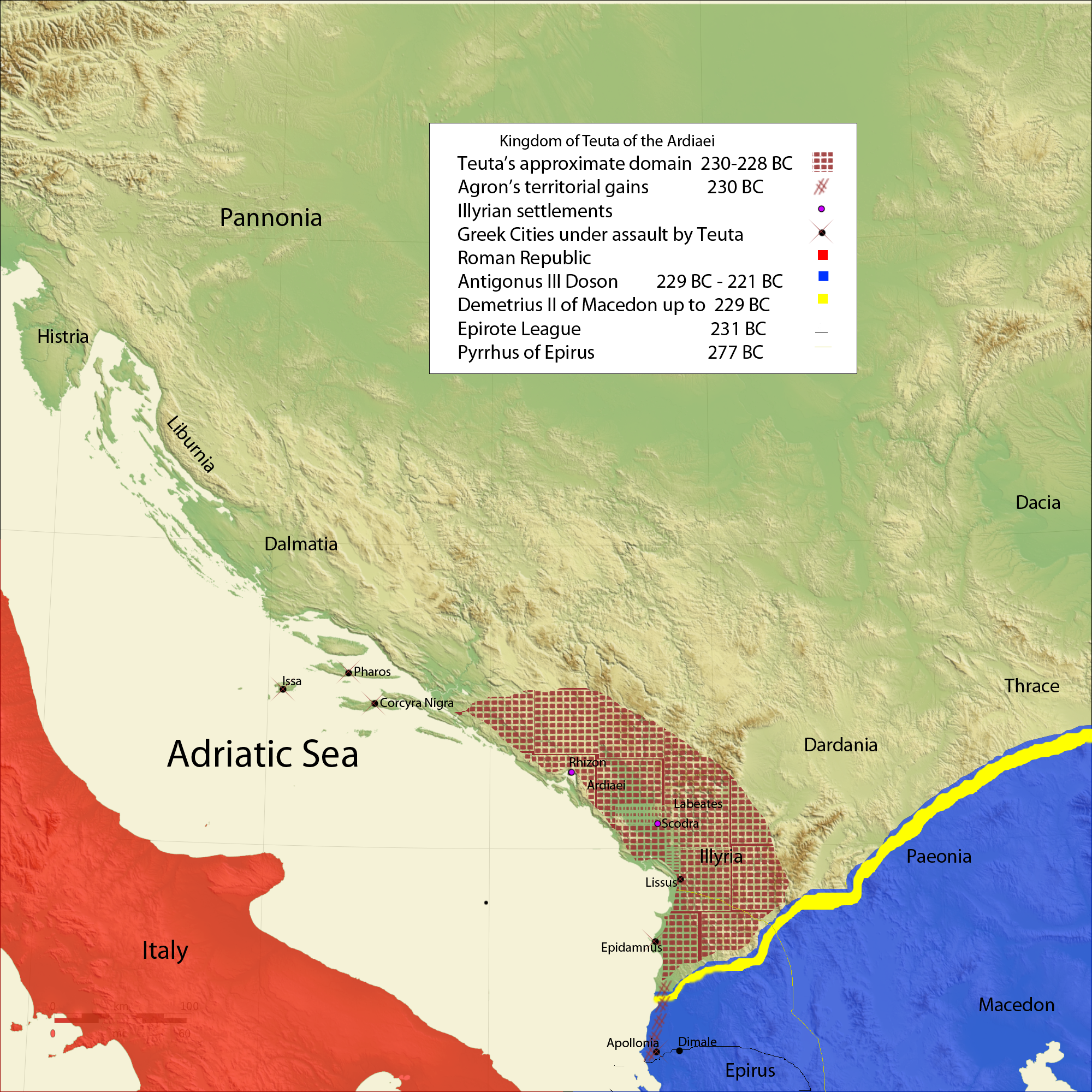
Royaume de Teuta vers 230 av. J.-C.
Révolte illyrienne contre les Romains en 12-10 av. J.-C.
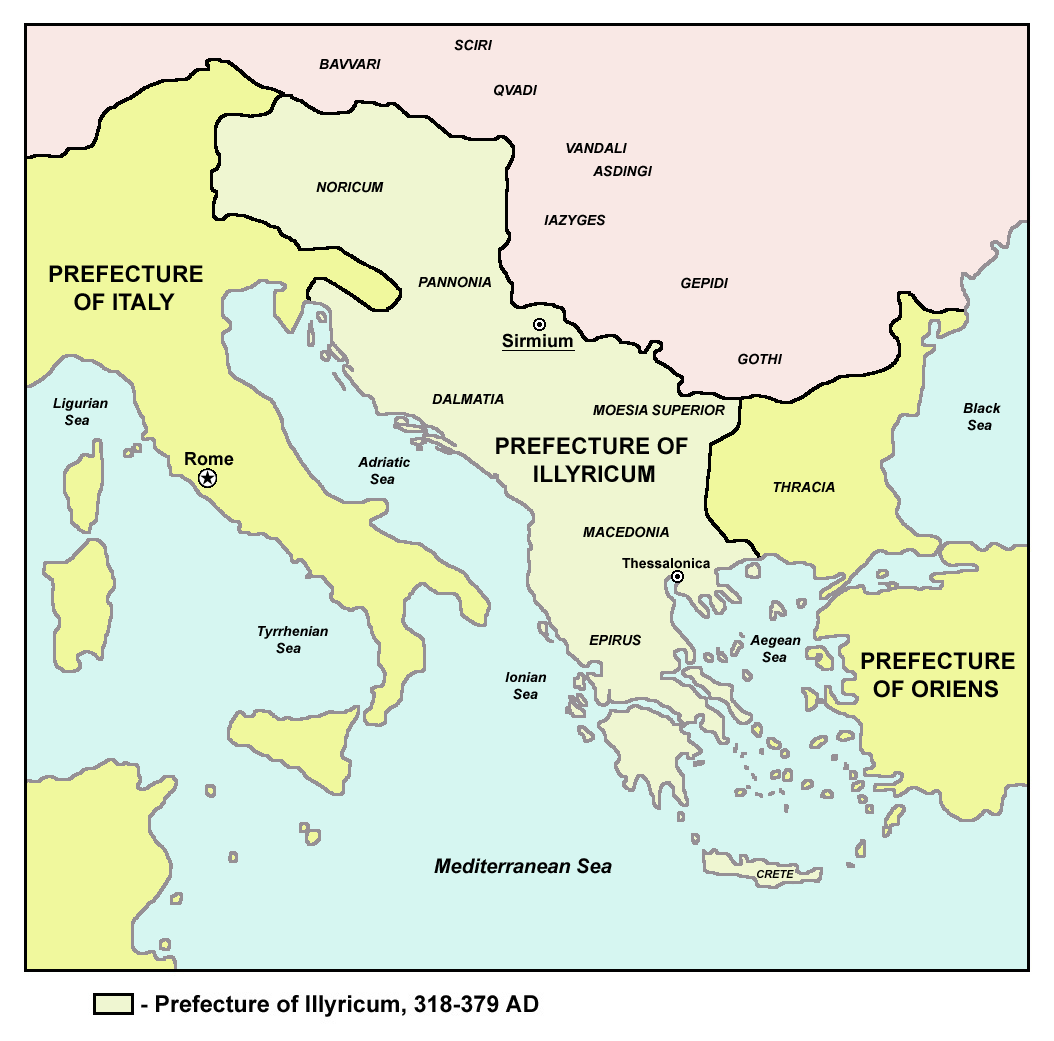
Préfecture romaine d'Illyrie, 319-378 après J.-C.
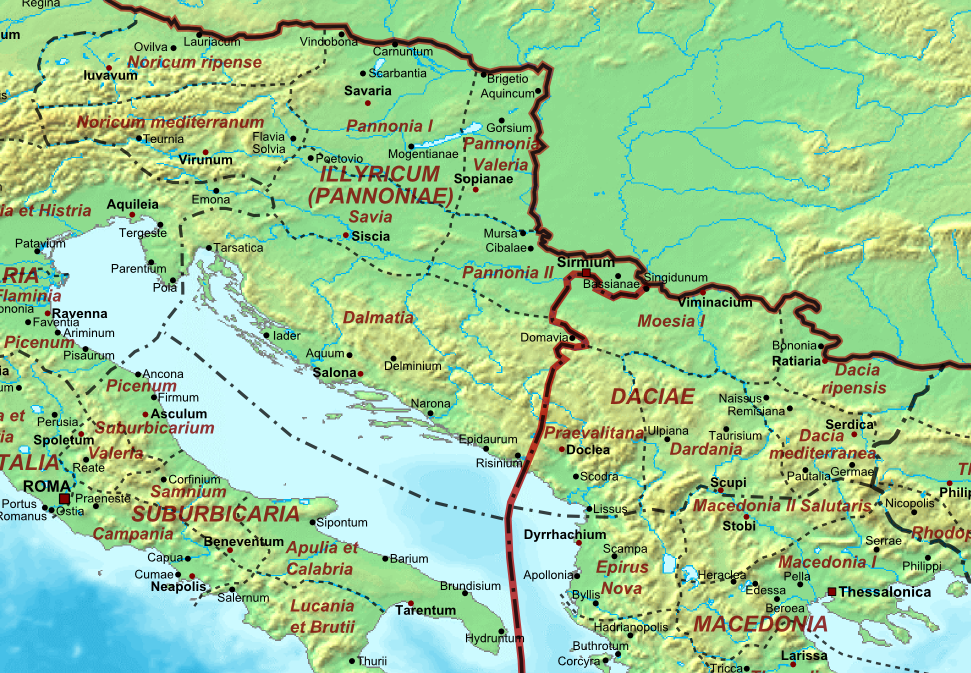
Illyricum et Dacie vers 400.
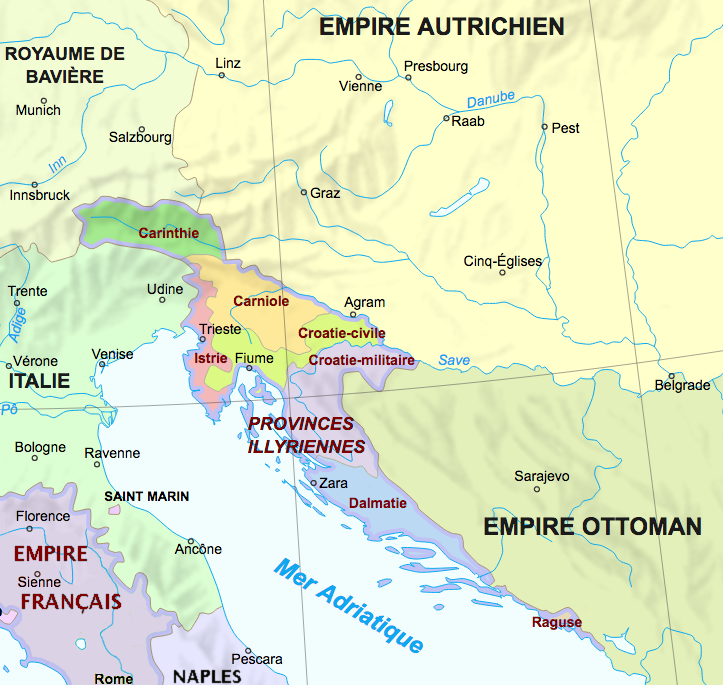
Les Provinces illyriennes de l'Empire napoléonien en 1813.

## L'Illyrie dans la culture
Le nom d’Illyrie a été utilisé dans la littérature pour désigner plusieurs pays fictifs. William Shakespeare situe l'action d'une de ses comédies, la Nuit des rois (vers 1599-1601) dans le royaume d'Illyrie.
Dans le romantisme français, le nom d'Illyrie, remis en usage avec les « Provinces illyriennes » napoléoniennes, sert parfois à désigner les Balkans. Prosper Mérimée, en 1827, publie La Guzla, un recueil de prétendus « chants illyriens » de son invention.
Alphonse Daudet, dans les Rois en exil (1879), en fait le pays d'origine d'un souverain déchu.
La pièce de théâtre française Les Mains sales de Jean-Paul Sartre, de 1948, est située dans un pays imaginaire d'Europe de l'Est nommé « Illyrie », pendant la Seconde Guerre mondiale ; elle met en scène les tensions entre idéalisme et réalisme chez les communistes luttant dans la clandestinité.
La province romaine d'Illyrie est au centre du roman d'Anne de Leseleuc, les Calendes de septembre, roman policier inspiré par la biographie de Marcus Aper. Le roman les Oranges de sang (The Blood Oranges, 1970) de l'écrivain américain John Hawkes (1925-1998) se passe également en Illyrie.
Plus récemment, l'auteure de fantasy Sarah J. Maas a publié une série de livres mettant en scène des personnages légendaires censés venir d'Illyrie. Cette série, Un palais d'épines et de roses, décrit ces personnages comme des guerriers redoutables aux ailes de dragons et à la force surhumaine.